# هوکرووم
هوکرووم (به سوئدی: Hökerum) یک منطقهٔ مسکونی در سوئد است که در بخش اولریسه‌هامن واقع شده‌است. هوکرووم ۰٫۹۰ کیلومتر مربع مساحت و ۶۹۵ نفر جمعیت دارد.